# Cércolas de Andros
Cércolas de Andros, foi um rico e poderoso comerciante grego, que operava seus negócios  a partir da ilha grega de Andros, ele ficou no entanto mais conhecido por ser o marido da poetisa grega Safo de Mitilene, que floresceu no século VI a.C. Segundo fontes antigas Cércola e Safo tiveram pelo menos uma filha ou filho juntos, a quem deram o nome de Cleis em homenagem a mãe de Safo. Outros no entanto afirmam que ela teve também um filho chamado Didamo, que foi um gramatico famoso na ilha de Lesbos.
É possível que Safo e Cércolas tenham se conhecido durante um dos festivais de Apolo, ou durante a apresentação de seu coral nas festas religiosas da ilha, ao que tudo indica era comum que as mulheres da elite de Lesbos, se casassem com homens ricos vindos de outras regiões da Grécia, devido ao constante fluxo de navios vindos de todos os lugares, em busca do vinho e do mel de Mitilene, que eram famosos na antiguidade, bem como os festivais ao deus Apolo, que era o principal deus cultuado pelos lesbianos. 